# Działki (województwo warmińsko-mazurskie)
Działki (niem. Rastenburgsfelde) – mała osada mazurska w Polsce położona w województwie warmińsko-mazurskim, w powiecie kętrzyńskim, w gminie Kętrzyn.
W latach 1975–1998 miejscowość administracyjnie należała do województwa olsztyńskiego.